# Ianuarie 1995
Acest articol este generat integral pe baza informațiilor din articolul 1995 și este actualizat periodic de un robot.
 Editările făcute în articol vor fi șterse la următoarea actualizare! Dacă doriți să faceți modificări, editați articolul-sursă.

ianuarie -
februarie -
martie -
aprilie -
mai -
iunie -
iulie -
august -
septembrie -
octombrie -
noiembrie -
decembrie
Ianuarie 1995 a fost prima lună a anului și a început într-o zi de duminică.

## Evenimente
- 1 ianuarie: Austria, Finlanda și Suedia aderă la Uniunea Europeană.
- 13 ianuarie: Emil Constantinescu își anunță candidatura la președinția CDR, cee ce ar însemna și următorul candidat la președinția țării.
- 17 ianuarie: Are loc un cutremur cu magnitudinea de 7,3 grade pe scara Richter, în apropiere de Kobe, Japonia. Numărul total de victime fiind de 6.434.
- 20 ianuarie: PDSR, PUNR, PRM și PSM semnează un protocol de înțelegere politică de natură să asigure coerența acțiunilor lor la nivel parlamentar. Astfel, se înființează Alianța numită ulterior „Patrulaterul Roșu”, care a asigurat mențiunerea unei majorități parlamentare confortabile pentru PDSR.
- 30 ianuarie: Întâlnirea dintre președintele Republicii Moldova, Mircea Snegur și Bill Clinton, președinte al Statelor Unite ale Americii, prima de acest fel, este consacrată în principal ajutorului american destinat dezvoltării economiei de piață și reformelor politice din Republica Moldova.

## Nașteri
- 1 ianuarie: Jetmir Krasniqi, fotbalist elvețian
- 3 ianuarie: Ionela-Livia Lehaci, canotoare română
- 3 ianuarie: Ionela-Livia Cozmiuc, canotoare română
- 4 ianuarie: María Isabel, cântăreață spaniolă
- 7 ianuarie: Alexandrina Ciocan, fotbalistă moldoveană
- 8 ianuarie: Kyle Steven Edmund, jucător britanic de tenis
- 9 ianuarie: Dominik Livaković, fotbalist croat (portar)
- 14 ianuarie: Mihai Alexandru Bălașa, fotbalist român
- 16 ianuarie: Takumi Minamino, fotbalist japonez
- 20 ianuarie: José María Giménez de Vargas, fotbalist uruguayan
- 20 ianuarie: Kyogo Furuhashi, fotbalist japonez
- 26 ianuarie: Nemanja Maksimović, fotbalist sârb
- 30 ianuarie: Marcos Llorente Moreno, fotbalist spaniol
- 31 ianuarie: Cristian Bocșan, fotbalist român
- 31 ianuarie: Nina Sublatti, cântăreață georgiană

## Decese
Valeriu Emil Galan, 73 ani, scriitor român (n. 1921)
Francis López (Francisco Jean López), 78 ani, compozitor francez (n. 1916)
Elizabeth Roboz Einstein, chimistă americană (n. 1904)
Takako Irie (n. Hideko Higashibōjō), 83 ani, actriță japoneză (n. 1911)
Miguel Torga, 87 ani, scriitor portughez (n. 1907)
Nobuo Kaneko, actor japonez (n. 1923)
Alaric Jacob (Harold Alaric Jacob), 85 ani, jurnalist britanic (n. 1909)
Vera Malev, 68 ani, prozatoare și publicistă din Republica Moldova (n. 1926)